# Pécsi Állatkert és Akvárium-Terrárium
A Pécsi Állatkert és Akvárium-Terrárium (korábban a Vidámparkkal együtt Mecseki Kultúrpark) a Mecsek oldalában található állatkert. Az állatkert 1960. augusztus 19-én nyílt meg. Az állatkert üzemeltetője a Pécsi Állatkert Közhasznú Nonprofit Kft.

## Története 2016-ig

### Állatkert

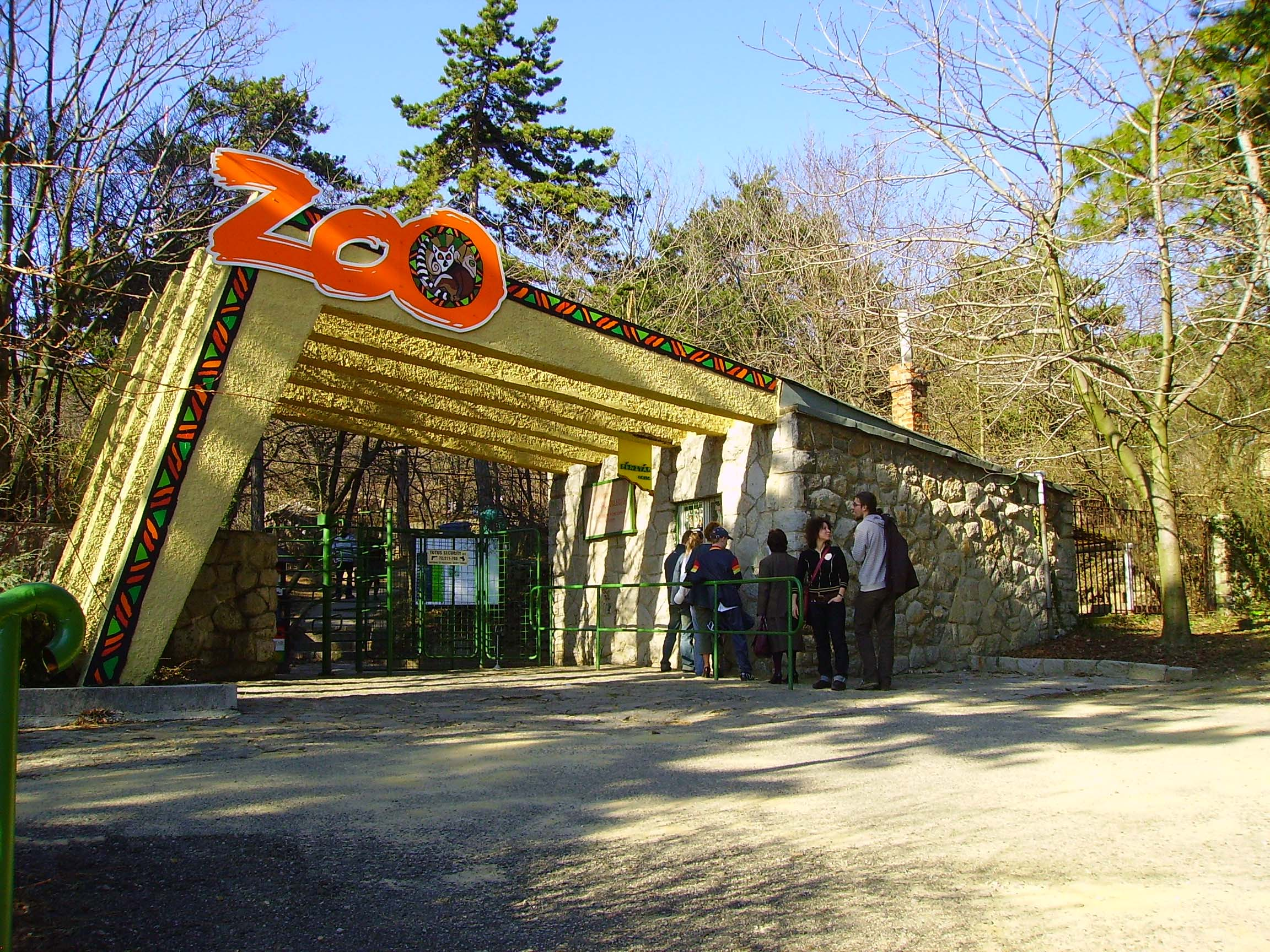
A pécsi állatkert bejárata 2008-ban

Az állatkert megépítéséről 1959-ben hozott határozatot a város tanácsa, a költségekre 50 ezer forintot biztosítottak. Papp Imre tanácselnök-helyettes első kapavágásával 1959. április 17-én kezdődött el az építkezés. Az építkezés még javában zajlott, amikor az állatkert megkapta első felajánlásait, köztük Miskát: az Orfű környéki vadászok által befogott fiatal szarvasbika lett az állatkert első lakója. Noha a létesítmény még nem volt kész állapotban, 1960. augusztus 19-én Anghi Csaba átadta az állatkertet Trautmann Rezső építésügyi miniszter jelenlétében. Az állatkert építésén 1958 és 1962 között összesen 122 046 társadalmi munkaórát dolgoztak önként, köztük Móricz Zsigmond bőrgyári munkás, Málnai László KISZ-titkár és Péterfalvy István ügyész, akik ezért Pécs díszpolgárai lettek.
Az állatkert eredeti lakói között majmok, számos kutyafajta (komondor, puli, kuvasz, magyar vizsla), pónik, valamint számos nagyragadozó (puma, oroszlán, tigris, párduc, eurázsiai hiúz) is voltak. Számos patás állat is helyet kapott (jak, bölény, bivaly, jávorantilop, őstulok, láma, magyar szürke szarvasmarha, gímszarvas), valamint medve, farkas és madarak.

### Akvárium-Terrárium

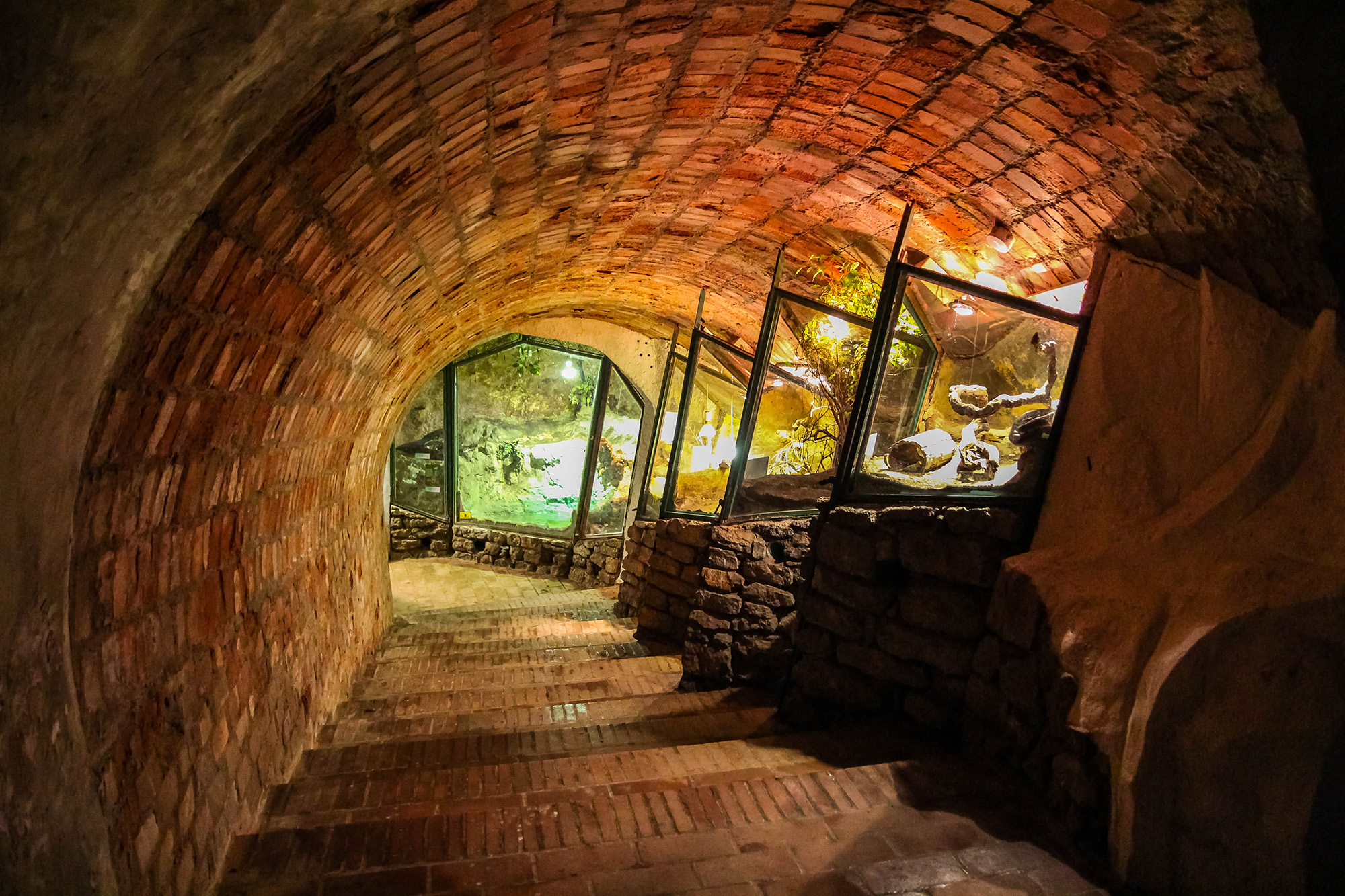
Akvárium-Terrárium 2015-ben

A Mecseki Kultúrpark 1985. augusztus 22-én, az intézmény 25. évfordulóján egy újabb országosan - sőt elhelyezését tekintve Európában is - egyedülálló objektummal gazdagodott. A középkori Pécs pincerendszerének a Munkácsy Mihály utcából nyíló részében terrárium-akvárium nyílt. A Munkácsy-ház (itt élt a híres magyar festő 1865 és 1867-ben) alatti tíz méter mélységben levő labirintus lehetőséget teremtett ennek a csodálatos szép föld alatti világnak a bemutatására. 27 darab természethűen berendezett terrárium, 5 nagyméretű és 31 kisebb akváriumban több, mint 100 állatfaj 500-600 egyede volt látható az intézményben. A télen és nyáron egyaránt fűtött 800 négyzetméter alapterületű kiállítási térben egzotikus hüllők, kétéltűek és halak voltak láthatók.
A pincerendszeren kívül az „Állatcsodák Udvarában” is voltak állatok (teknősök, mókusmajmok, papagájok) a téli időszakot kivéve, illetve az udvarból nyíló „Éjszakai Ház” is külön kapott helyet.
Nevezetes állatfajok: rombuszkrokodil, zöld anakonda, tigrispiton, madárpókfélék, szalagos varánusz, kubai orrszarvú leguán, díszes szarvasbéka, ausztrál kéknyelvűszkink, nílusi repülőkutya, farksodró, ázsiai kiskarmú vidra, papagájok, sarkantyús teknős, aligátorteknős, lövőhalak, harcsák, barlangi vaklazacok, szájköltő sügerek, pápua varánusz.

### Felújítása
Az állatkert a 2000-es évek elejére korszerűtlenné vált: egyrészt a régi szűk ketrecek nem feleltek meg az előírásoknak, másrészt a Tettye ivóvízbázisát szennyezte az állatkert. Ennek következtében számos nagyvadtól megvált az állatkert, és kisebb jószágok bemutatására helyezte a profilját (ezzel egyaránt csökkent a talajszennyezés és a zsúfoltság), ám ez csupán ideiglenes megoldást jelentett, végleges megoldásként a költözés került szóba. Toller László polgármestersége idején tervben volt egy szafaripark létrehozása Pécs és Kökény között, majd az Árpádtetőre, a Mecsextrém Park szomszédságába terveztek új állatkertet, utóbbira konkrét tervek születtek, sőt a város pályázati pénzt is elnyert, de önerő hiányában a költözés nem valósult meg.
Végül 2012-ben az eredeti helyén történő fejlesztés mellett döntött a város, és erre adott be pályázatot, amit meg is nyert. A fejlesztés 1,2 milliárd forintba kerül összesen, és három összetevője van: egy 1000 négyzetméteres ökoturisztikai park és fogadóközpont létrehozása, az állatkert felújítása (az oroszlánok és a vízilovak modern kifutóin kívül a teljes területé), területének fél hektáros megnövelése és az akvárium-terrárium átköltöztetése a látogatóközpont, valamint a Mecsextrém Park és a Remeterét között kerékpározásra alkalmas út kijelölése.
2014 májusában bezárt az állatkert, és megkezdődött a régóta halogatott fejlesztés. Az állatkert tervezett megnyitásának dátuma eredetileg 2015. tavasza, később nyara, majd ősze volt, de végül 2016 tavaszára tolódott. 2016. március 28-án zárt a terrárium a belvárosi épületben, utána megkezdődött az állatok felköltöztetése.

## Története 2016-tól
Az ünnepélyes megnyitóra 2016. május 20-án került sor. A felújítás során 120 ezer munkaórán keresztül dolgozott a fővállalkozó és mintegy hatvan alvállalkozó a létesítmény kialakításán, amelynek során 3200 négyzetméternyi épület, 6200 négyzetméter kifutó és kétezer négyzetméter út épült. 6100 köbméter betont, 300 tonna betonacélt használtak fel, 35 ezer körméter földet és 9 ezer köbméter sziklát mozgattak meg.
A felújítás után sem állt meg az élet: többek között rozsomák, vörös vari, zászlósfarkú kolobusz, foltos hiéna érkezett, valamint új medúzafolyosó és papagájröpde épült.

## Zoológiai gyűjteménye

### Emlősök
többek között:
Alföldi zebra, Alpaka, Amerikai bölény, Apella csuklyásmajom, Arany aguti, Aranyfejű oroszlánmajmocska, Aranykezű tamarin, Aranysakál, Barnamaki, Benett kenguru, Bengáli tigris, Borjúfóka, Borz, Csimpánz, Egypúpú teve, Európai szürkefarkas, Fokföldi ürgemókus, Foltos hiéna Galléros pávián, Gyapjasfejű tamarin, Gyűrűsfarkú maki, Kameruni törpekecske, Kárpáti hiúz, Közönséges selyemmajom, Láma, Közönséges mókusmajom, Mosómedve, Nagy mara, Nílusi víziló, Ormányos medve, Oroszlán, Örvös pekari,  Perzsa leopárd, Prérikutya, Puma, Rozsomák, Törpekenguru, Sörényes hangyász, Szavannai varacskosdisznó, Szurikáta, Európai barna medve, Nagy szőröstatu, Tarajos sül, Zászlósfarkú kolobusz, Kis panda, Vörös vari,

### Madarak
többek között:
Énekes papagáj, Fehér gólya, Jákó papagáj, Sárga-kék ara, Nagy sándorpapagáj, Nandu, Nemespapagáj, Kék páva, Sárgabóbitás kakadu, Szent Íbisz, Tarvarjú, Uhu, Venezuelai amazon, Zöldszárnyú ara

### Hüllők
Afrikai tüskésfarkúgyík, Duméril-boa, Egyiptomi teknős, Galléros gyík, Görög teknős, Indiai csillagteknős, Ausztrál kéknyelvűszkink, Kétkarmú teknős, Közönséges kukvala, Kubai karcsúboa, Lovag anolisz, Leopárdteknős, Mexikói viperagyík, Mór teknős, Nagy anakonda, Óriás övesgyík, Hispaniolai orrszarvú leguán, Párduckaméleon, Pettyes teju, Résteknős, Rombuszkrokodil, Sarkantyús teknős, Sisakos baziliszkusz, Sisakos kaméleon, Sövényleguán, Szalagos varánusz, Szavanna varánusz, Szegélyes teknős, Tigrispiton, Tompaorrú krokodil, Közönséges óriáskígyó, Smaragdszkink, Smaragdzöld piton, Szakállasagáma, Vöröstorkú anolisz, Zöld leguán

### Kétéltűek

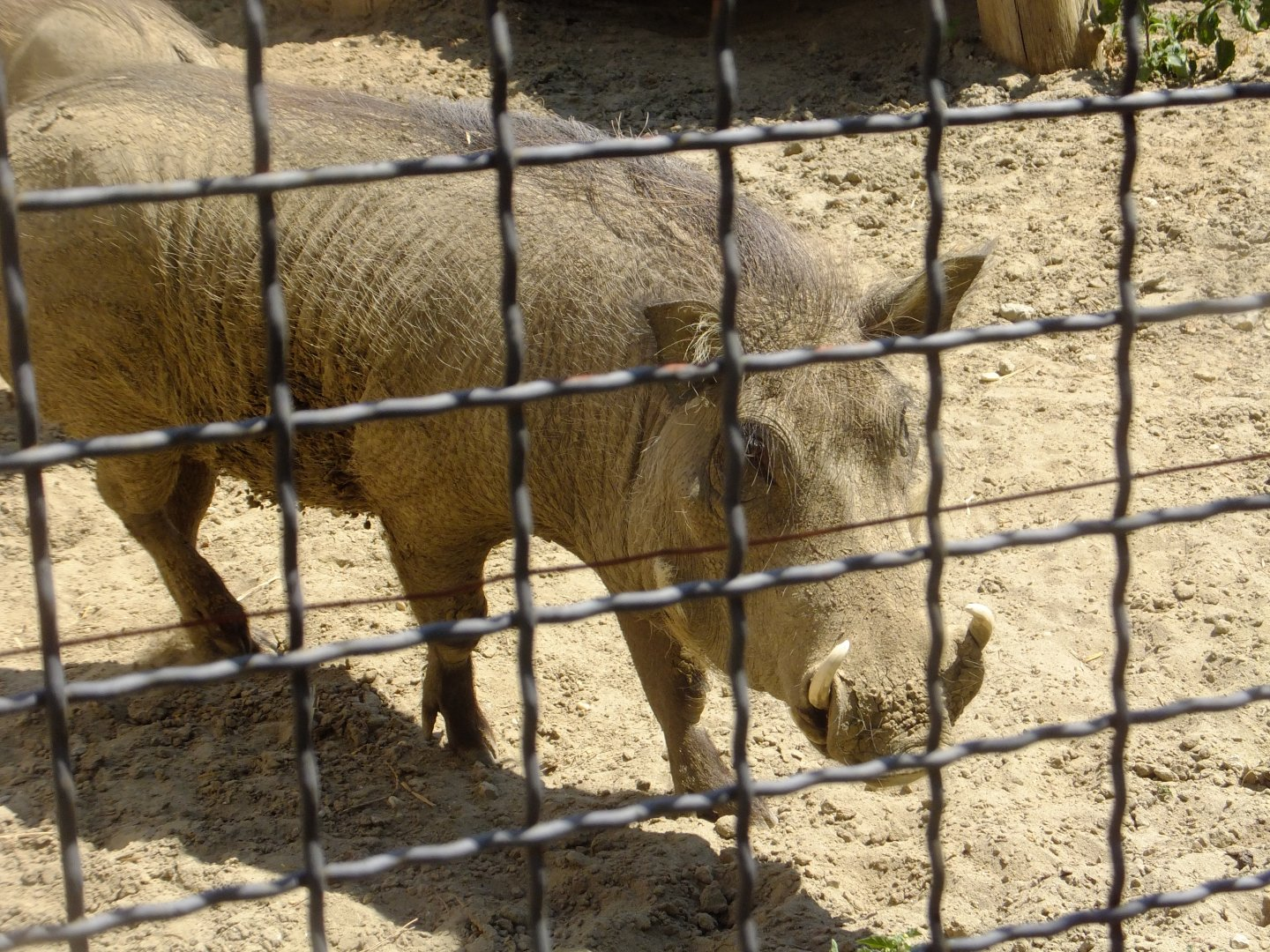
Varacskos disznó

Rettenetes nyílméregbéka, Kék nyílméregbéka, Sávos nyílméregbéka, Festőbéka

### Halak
Aranysügér, Nyasszai zebrasügér, Kék nyílsügér, Pávasügér, Császársügér, Delfinsügér, Óriás rablósügér, Nagyorrú rablósügér, Nyasszai bárdsügér, Karcsú ormányossügér, Királysügér, Pompás királysügér, Nyasszai karcsúsügér, Törpe zebrasügér, Zebrasügér, Malawi jégsügér, Kobalt zebrasügér, Kaméleonsügér, Türkiz aranysügér, Hongi zebrasügér, Közönséges bohóchal, Sávos algázó géb, Hatcsíkos ajakoshal, Rókapofa nyúlhal, Tisztogató hal, Búbos szájköltő sügér, Napsugár bábasügér, Fehérpettyes bábasügér, Tanganyika-tavi citromsügér, Porcelánsügér, Sokcsíkú csigasügér, Kockás torpedósügér, Homoksügér, Sárgafarkú lazacsügér, Lazacvörös kalászhal, Boeseman kalászhala, Pirosfarkú kalászhal, Vörösorrú torpedómárna, Sziámi ormányosmárna, Pakisztáni díszcsík, Neonkalászhal, Fehérmaszkos tündérsügér, Sárgahasú korallsügér, Sárgafarkú korallsügér, Sárgafarkú világító kék korallsügér, Sárga doktorhal, Fekete íjhal, Disznóhal, Francia disznóhal, Atlanti sertésfogú hal, Hosszú úszójú denevérhal, Pompano makréla, Aranymakréla, Feketeúszójú szirticápa, Kék-zöld korallsügér, Clarkii bohóchal, Palettás doktorhal, Vitorlaúszójú doktorhal, Mandarinhal, Feketefoltos sárga ajakoshal, Narancsfoltos talajforgató géb, Királygramma, Algázó nyálkáshal, Levélhal, Kék díszcsík, Stendhal-hal, Zöld gömbhal, Ázsiai darázsharcsa, Közönséges algaevőharcsa, Jávai lövőhal , Ékfoltos razbóra, Ferdénúszó pontylazac, Pirosorrú pontylazac, Amazonasi darázshátú gömbhal, Pirossávos földevősügér, Kékpajzsos páncélosharcsa, Rövidtestű páncélosharcsa, Feketecsíkos vértesharcsa, Ezüstös tányérlazac, Szemfoltos tarkasügér, Csukafejű tigrisharcsa, Fekete szellem késhal, Szemfoltos kígyófejű hal, Hosszúorrú csikóhal, Tűzgéb, Tűzhal, Feketeúszójú szirticápa

### Gerinctelenek
Piros buborékanemóna, Algaevő csiga, Tisztogató garnéla, Wurdemanni garnéla, Háromszínű remeterák, Lap montipora, Lapanemóna, Óriás zöld lapanemóna, Karéjanemóna, Agancskorall, Szájkorall, Gombakorall, Buborékkorall, Ujjkorall, Sárga gorgónia, Legyezőkorall, Gorgónia

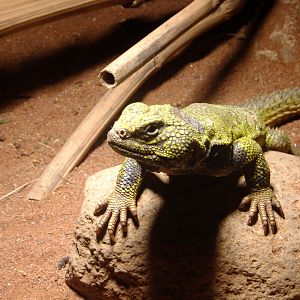
Afrikai tüskésfarkú gyík

## Megközelítése
Az állatkert Pécsett az Ángyán János utca 1. szám alatt található. Megközelíthető a 34-es, 35-ös és a 35Y-os autóbusszal, valamint a Mecseki kisvasúttal.